# Henri Salvador
Henri Gabriel Salvador (n. 18 iulie 1917, Sinnamary, Guiana Franceză - d. 13 februarie 2008, Paris) a fost un remarcabil cântăreț interpret de șansoane, de muzică de jazz și cabaret, și ghitarist francez, născut într-o familie afro-caraibă în Guiana franceză. Salvador este considerat ca unul din întemeietorii Rock and roll-ului și din precursorii muzicii Bossa Nova.

## Biografie
Henri Salvador a avut doi frați. El este fiul unor părinți  guadelupezi. Tatăl, Gabriel Clovis Salvador,  cu rădăcini spaniole,era perceptor de impozite, iar mama lui, Antonine Paterne, era de origine afro-caraibă. Cântăreț de șansonete, comic, editor, muzician și actor, Henri Salvador a influențat câteva decenii cultura națională franceză. El și chitaristul Django Reinhardt au format un cuplu reușit, atrăgând atenția publicului. În anii celui de-al doilea război mondial, din cauza regimului legilor rasiste, a părăsit Franța în 1941 împreună cu orchestra lui Ray Ventura pentru a se refugia temporar în America de Sud. Reușește prin anii 1950 să popularizeze dansul rock'n'roll în Franța. Mai târziu, prin umorul său, atrage simpatia celor mici, realizând în anii 1980 o revenire publică fulminantă.
În anul 2000 devine popular cu albumul „Chambre Avec Vue“ în lumea copiilor. Cu o serie de cântăreți tineri talentați  Salvador aduce ritmurile  jazz-ului  și al bossa-novei sud-americane pe scenele lumii. Cântecul lui „Chambre Avec Vue“ a fost premiat cu aur, primind și legiunea de onoare. Salvador întreprinde o serie de turnee în Europa, Canada, USA, Brazilia și în regiunea Caraibelor.
1. ↑   https://www.bridgemanimages.com/fr/noartistknown/wedding-of-jacqueline-carabidjan-and-henri-salvador-on-january-24-1950-in-paris-b-w-photo/black-and-white-photograph/asset/1643761, accesat în 16 octombrie 2023 Lipsește sau este vid: |title= (ajutor)
2. ↑   https://www.bridgemanimages.com/fr/noartistknown/henri-salvador-and-his-2nd-wife-jacqueline-garabedian-l-with-nicole-courcel-at-premiere-of-play/black-and-white-photograph/asset/1667172, accesat în 16 octombrie 2023 Lipsește sau este vid: |title= (ajutor)
3. ↑   https://www.bridgemanimages.com/fr/noartistknown/mariage-of-the-singer-henri-salvador-and-sabine-de-ricou-neuilly-france-may-23th-1986-b-w-photo/black-and-white-photograph/asset/1675903, accesat în 16 octombrie 2023 Lipsește sau este vid: |title= (ajutor)
4. ↑   https://www.leparisien.fr/culture-loisirs/star-henri-salvador-s-est-marie-30-11-2001-2002623554.php, accesat în 16 octombrie 2023 Lipsește sau este vid: |title= (ajutor)
5. ↑  Autoritatea BnF, accesat în 10 octombrie 2015
6. ↑  CONOR.SI[*] Verificați valoarea |titlelink= (ajutor)
7. ↑  Autoritatea BnF, accesat în 16 octombrie 2023